# Manteljünglinge

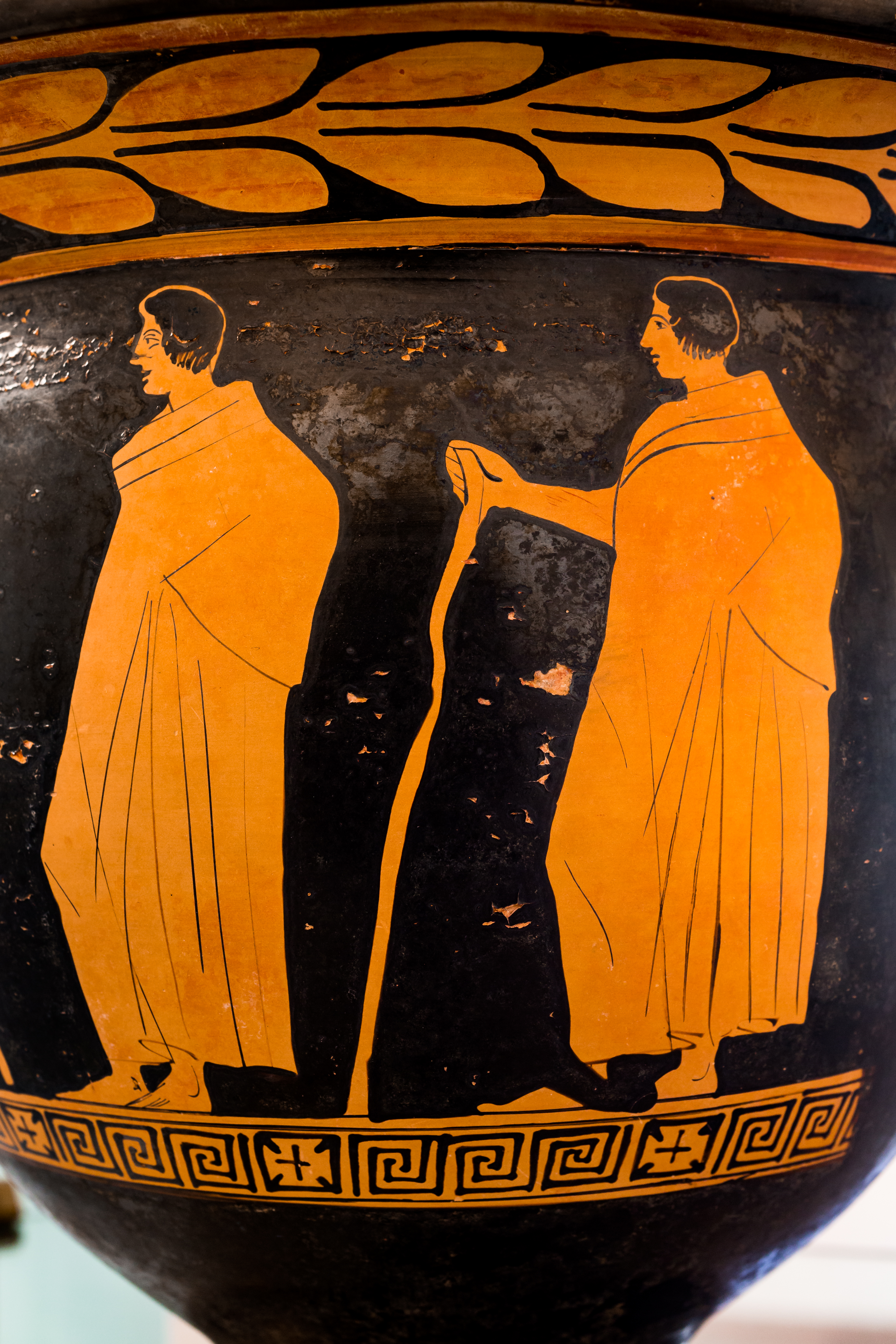
Manteljünglinge auf einem lukanischen Glockenkrater des Pisticci-Malers, um 440/20 v. Chr., Museo archeologico nazionale Domenico Ridola in Matera

Der Begriff Manteljünglinge beschreibt einen Darstellungstypus der attischen und unteritalischen Vasenmalerei. Sehr häufig werden auf den Rückseiten der Vasen junge Männer in Mänteln gezeigt. Normal sind zwei oder drei solcher Personen, die im Allgemeinen monotone Handlungsvarianten zeigen. Den Ort, an denen diese Darstellungen ablaufen, kennzeichnen wahrscheinlich die im Feld über den Figuren dargestellten Gegenstände wie Sprunggewichte und Schreibtafeln. Erstere  deuten als Handlungsort die Palästra an, letztere eine Schule. Manteljünglinge sind nicht selten ausschlaggebend bei der Identifizierung verschiedener Vasenmaler.